# Pseudochironomus articaudus
Pseudochironomus articaudus är en tvåvingeart som beskrevs av Ole Anton Saether 1977. Pseudochironomus articaudus ingår i släktet Pseudochironomus och familjen fjädermyggor. Inga underarter finns listade i Catalogue of Life.